# Duits & Lauret Neder
Duits & Lauret Neder is een Nederlands bier van hoge gisting.
Het bier wordt gebrouwen voor Speciaalbierbrouwerij Duits & Lauret in De Proefbrouwerij te Hijfte, België. Het is een amberkleurig volmoutbier met een alcoholpercentage van 6,3%.